# البرح (ريمة)
البرح هي إحدى قرى الجمهورية اليمنية. وهي تتبع جغرافيًا لمحافظة ريمة. وإداريًا لمديرية كسمة. يبلغ تعداد سكانها 1117 نسمة حسب الإحصاء الذي أجري عام 2004.